# عکوبر
عکوبر (به عربی: عکوبر) یک منطقهٔ مسکونی در سوریه است که در استان ریف دمشق واقع شده‌است. عکوبر ۵۶۳ نفر جمعیت دارد.